# Озёрная (Забайкальский край)
Озёрная — село в Чернышевском районе Забайкальского края России. Входит в состав Жирекенского городского поселения.

## География
Село находится в восточной части района, на расстоянии примерно 47 км к северо-востоку от посёлка городского типа Чернышевск, административного центра района.

### Климат
Климат резко континентальный. Средняя температура в июле +16 +20 °С (максимальная +37 °С), в январе −26 −30 °С (абсюлютный минимум −57 °С). Осадков выпадает 300—350 мм/год. Вегетационный период продолжается от 130 до 150 дней.

### Часовой пояс
Село Озёрная находится в часовой зоне МСК+6. Смещение применяемого времени относительно UTC составляет +9:00.

## История
Основано в 1908 крестьянами, переселёнными в ходе столыпинской аграрной реформы из Черниговской, Харьковской, Полтавской и Подольской губерний. В советское время работали колхозы им. Соболя, им. Сталина и им. XXI съезда партии.

## Население
| 2010 | 2021 |
| ---- | ---- |
| 20   | ↘19  |

### Национальный состав
Согласно результатам переписи 2002 года, в национальной структуре населения русские составляли 86 % из 20 чел.